# Австрийский округ

Карта имперских округов в начале XVI века. Австрийский округ показан красным цветом

Австрийский округ (нем. Österreichischer Reichskreis) — один из имперских округов Священной Римской империи.
Австрийский округ был образован в 1512 году и включил в себя наследственные владения Габсбургов и несколько небольших сопредельных княжеств. В органах управления округа полностью доминировала Австрия.

## Состав округа
В конце XVIII века в состав округа входили следующие территории:
| Территория               | Вид владения  | Принадлежность на 1792 год | Секуляризация/медиатизация                     | Принадлежность после 1815 года |
| ------------------------ | ------------- | -------------------------- | ---------------------------------------------- | ------------------------------ |
| Австрия                  | Эрцгерцогство | Независимое                | Независимое                                    | Независимое                    |
| Бриксен                  | Епископство   | Независимое                | Секуляризировано в 1803 году Австрией          | Австрийская империя            |
| Кур                      | Епископство   | союз с Швейцария           | Секуляризировано в 1803 году Австрией          | Швейцария                      |
| Тарашп                   | Сеньория      | Независимое                | Передано в 1803 году Гельветической республике | Швейцария                      |
| Трент                    | Епископство   | Независимое                | Секуляризировано в 1803 году Австрией          | Австрийская империя            |
| Австрийское командорство | Командорство  | Тевтонский орден           | Присоединено в 1803 году к Австрии             | Австрийская империя            |
| Командорство Ан-дер-Этш  | Командорство  | Тевтонский орден           | Присоединено в 1803 году к Австрии             | Австрийская империя            |

## Владения Габсбургов
Следующие владения Габсбургов, хотя и входили в состав Австрийского округа, не представляли их владельцам права голоса в органах управления округа:
| Территория       | Вид владения       | Принадлежность на 1792 год | Принадлежность после 1815 года |
| ---------------- | ------------------ | -------------------------- | ------------------------------ |
| Верхняя Австрия  | Эрцгерцогство      | Австрийская империя        | Австрийская империя            |
| Горица           | Графство           | Австрийская империя        | Австрийская империя            |
| Истрия           | Марка              | Австрийская империя        | Австрийская империя            |
| Каринтия         | Герцогство         | Австрийская империя        | Австрийская империя            |
| Крайна           | Герцогство         |                            |                                |
| Передняя Австрия | Несколько владений | Австрийская империя        | Баден, Вюртемберг, Бавария     |
| Тироль           | Графство           | Австрийская империя        | Австрийская империя            |
| Триест           | Город              | Австрийская империя        | Австрийская империя            |
| Штирия           | Герцогство         | Австрийская империя        | Австрийская империя            |

## Территории, потерявшие статус имперского княжества
Следующие территории эпизодически участвовали в имперских рейхстагах и органах управления Австрийского округа в XVI веке, но затем потеряли статус имперского княжества:
| Территория   | Вид владения | Принадлежность на 1792 год | Принадлежность после 1815 год |
| ------------ | ------------ | -------------------------- | ----------------------------- |
| Волькенштейн | Сеньория     | Австрийская империя        | Австрийская империя           |
| Гурк         | Епископство  | Австрийская империя        | Австрийская империя           |
| Лавант       | Епископство  | Австрийская империя        | Австрийская империя           |
| Лозенштейн   | Сеньория     | Австрийская империя        | Австрийская империя           |
| Рогендорф    | Сеньория     | Австрийская империя        | Австрийская империя           |
| Секау        | Епископство  | Австрийская империя        | Австрийская империя           |
| Хардегг      | Графство     | Австрийская империя        | Австрийская империя           |
| Шаунберг     | Графство     | Австрийская империя        | Австрийская империя           |